# Neuritis vestibular
La neuritis vestibular es una lesión inflamatoria del nervio vestibular provocada por un virus. Generalmente, es una crisis única, de uno a seis días, con mucho mareo y náuseas, que da paso a una sensación de inestabilidad de 2-3 semanas de duración. El tratamiento consiste en eliminar los síntomas iniciales para luego iniciar un protocolo de rehabilitación vestibular. Se realizan ejercicios de control de mirada y postura cuando al paciente se le provoca un movimiento de cabeza determinado. La rehabilitación vestibular puede compensar el déficit de equilibrio en el oído. Además, resulta muy ventajosa en las enfermedades debidas a daños por fármacos que se toman por otras patologías, pero que pueden alterar la función del oído. Neuronitis vestibular es otro término usado para el mismo síndrome clínico. En la neuritis vestibular, por definición, la audición está respetada (no está comprometida) lo que la diferencia de una laberintitis, en la cual la audición puede estar reducida o distorsionada paralelamente al vértigo.
Mientras el paciente con este trastorno puede ser sensible a las posiciones de la cabeza, este problema postural no se relaciona con la posición relativa de los oídos (como suele verse en el vértigo posicional paroxístico benigno).

## Síntomas
Los signos de neuritis vestibular son nistagmo espontáneo y desequilibrio, vómitos y desmayos. La audiometría es necesaria para distinguir entre neuritis vestibular y otros posibles diagnósticos como la enfermedad de Ménière o la laberintitis.

## Tratamiento
La neuritis vestibular habitualmente es tratada sintomáticamente, es decir, con medicación para el tratamiento de las náuseas (antieméticas) y para reducir los vértigos (supresores vestibulares). La recuperación sucede debido a la combinación del control de la infección mediada por el sistema inmune, y la re-equilibración central mediada por la compensación.